# Holochilus chacarius
Holochilus chacarius је врста глодара из породице хрчкова (Cricetidae).

## Распрострањеност
Врста има станиште у Аргентини и Парагвају.

## Станиште
Станиште врсте су слатководна подручја.

## Угроженост
Ова врста није угрожена, и наведена је као последња брига јер има широко распрострањење.